# Josefa Acevedo de Gómez
  Josefa Acevedo de Gómez    (Bogotà, 23 de gener de 1803 - Pasca, 19 de gener de 1861) va ser una escriptora colombiana que va destacar en literatura costumista; les seves obres tenen forta inclinació cap a un sentit moral.

## Biografia
Josefa Acevedo de Gómez va néixer a Bogotà el 1803. Era filla de Catalina Tejada i José Acevedo Gómez, líder de la independència de Colòmbia conegut com el «Tribuno del pueblo». Circumstàncies relacionades amb les guerres d'Independència i les incerteses polítiques pròpies d'aquests anys van afectar la vida de l'escriptora i dels seus contemporanis, circumstàncies que van usar com a temes per a les seves obres. L'educació de la seva mare, de cultura i coneixements superiors als de les dones de l'època, va influir perquè els membres de la família Acevedo Tejada s'alternessin la seva participació en la vida política i militar de la República amb el seu interès per la ciència i les arts. Això contribueix a explicar per què Josefa Acevedo va ser la primera dona escriptora de l'època republicana; la qual va trencar el perllongat silenci femení que durava des del període colonial i artesanal.
Josefa Acevedo de Gómez també va ser la primera escriptora civil de la història de Colòmbia; per això, la temàtica de la seva obra, en contrast amb el misticisme de l'escriptora religiosa Francisca Josefa del Castillo i d'altres religioses, està referida a l'amor filial, a l'amor romàntic, a la moral social, a la història i als costums.
Josefa Acevedo de Gómez va escriure també diverses biografies breus: la del seu pare, qualificada com una de les peces exemplars del gènere a Colòmbia; la del seu germà José; la del doctor Vicente Azuero; la del seu cosí germà, l'escriptor Luis Vargas Tejada; i una autobiografia redactada poc abans de la seva mort, en la qual es refereix a diversos manuscrits inèdits, entre ells «molts romanços i un drama» que, segons el informa el seu net Adolfo León Gómez, no es van trobar dins de la seva documentació. Finalment, es va publicar després de la seva mort l'obra titulada Cuadros de la vida privada de algunos granadinos copiados al natural para instrucción y divertimento de los curiosos. Josefa Acevedo de Gómez va inaugurar el camí del pensament i l'escriptura a les dones colombianes; els seus temes van abastar assumptes nous fins aleshores com la situació de les persones casades i la condició de les dones dins de la societat. Va publicar narracions breus que són pintures crítiques de la influència dels principis polítics, morals i religiosos de la seva època sobre la vida de les persones.
A més de les biografies de personatges de la seva família i d'alguns dels seus contemporanis, també va publicar un llibre d'entreteniment. La seva obra i la seva vida són singulars i significatives perquè van aconseguir destacar-se en una època i un lloc on es desconeixia o es negava la dedicació femenina a les lletres i en el qual, malgrat una allau de circumstàncies adverses, va aconseguir reconeixement pel seu talent, la seva consagració i la seva voluntat.

## Obres
- Tratado sobre economía doméstica para el uso de las madres de familia y las amas de casa (1848)
- Biografía del Doctor Diego Fernando Gómez (1854)
- Poesías de una granadina (1854)
- José Acevedo y Gómez (1860)
- Cuadros de la vida privada de algunos granadinos, copiados al natural para instrucción y divertimento de los curiosos (1861)